# Vochysia guianensis
Espèce
Classification APG III (2009)
Statut de conservation UICN

 LC  : Préoccupation mineure
Synonymes
- Cucullaria excelsa Willd.
- Vochysia excelsa (Willd.) A. Dietr.
- Vochysia melinonii Beckmann
- Vochysia paraensis Huber[2]

Vochysia guianensis est une espèce de plantes à fleurs de la famille des Vochysiaceae. C'est un arbre néotropical connu sous les noms génériques de kouali ou yemeri.

## Histoire naturelle
En 1775, le botaniste Aublet propose la diagnose suivante :
« VOCHY Guianenſis. (Tabula 6.)

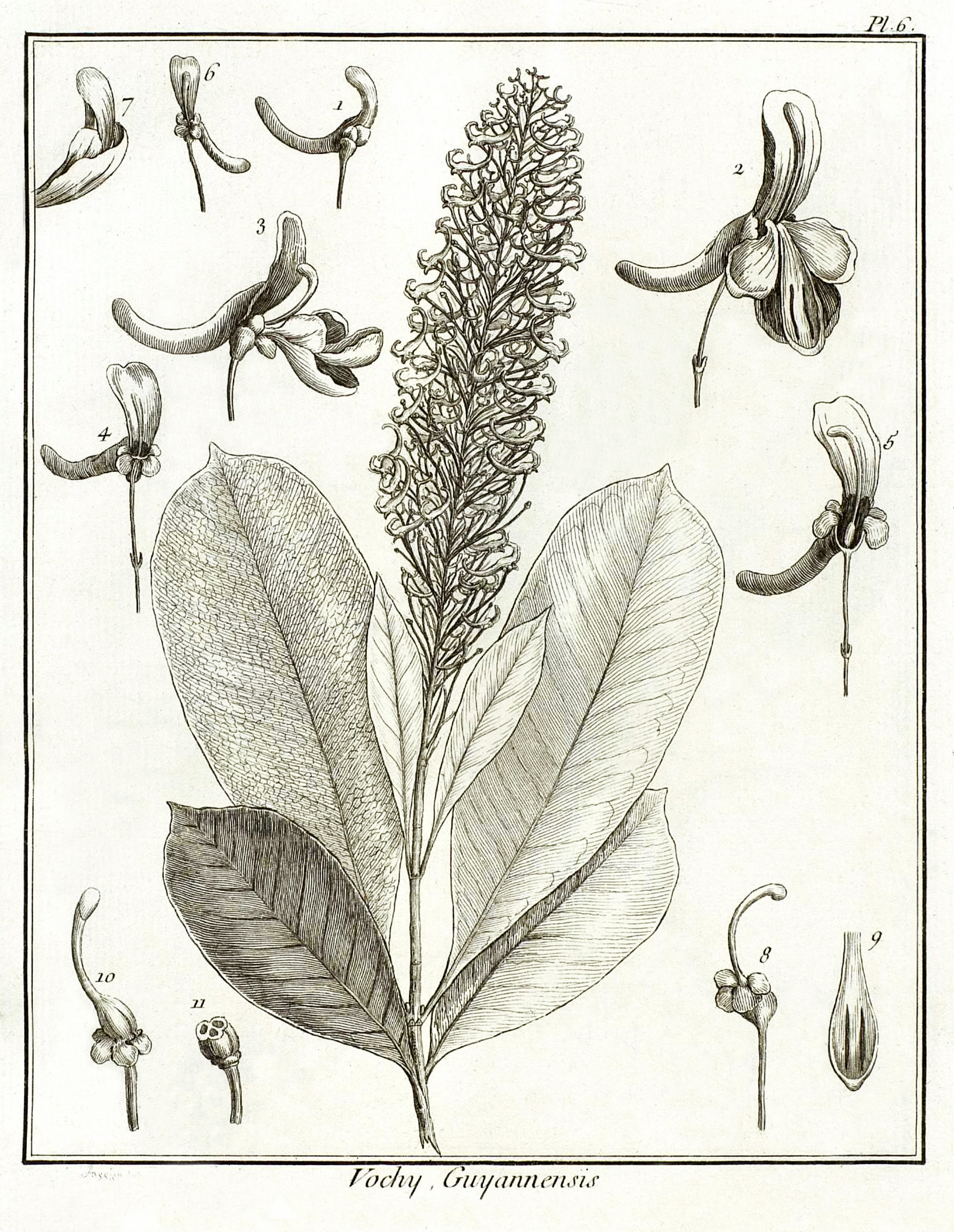
Vochysia guianensis par Aublet (1775) Planche 6. 1. Bouton de fleur. - 2. Corolle épanouie vue de face. - 3. Corolle épanouie vue de côte. - 4. Calice vu & face avec le pétale ſupérieur, le ſtyle, le ſtigmate. - 5. Calice ouvert. Piſtil. - 6. Calice vu de face dans ſa poſition naturelle. - 7. Pétales inférieurs & latéraux dans leur poſition naturelle. - 8. Calice & Piſtil. - 9. Feuillet qui porte les étamines. - 10. Calice. Ovaire. Style. Stigmate. - 11. Ovaire coupe en tr avers.

Arbor trunco erecto, ſexaginta & aliquando octoginta-pedali, ad ſummitatem ramoſo ; ramis numeroſis, erectis ; concinnè ſparſis, Ramulis tetragonis. Folia oppoſita, ovata, acuta, glabra, integerrima, brevi petiolata, é luceo virentia. Stipulæ binæse, brevidiſſiæ, ad exortum petiolorum. FLORES racemoſi, lutei, odoris grati. Pedunculus ſinguli floris infernè prope baſim bracteis duabus ornatur.
Florebat Decembri.
Habitat in ſylvis Sinemarienſibus.

Nomen Caribæum VOCHY. »

« LE VOCHY de la Guiane. (PLANCHE 6.).
Le Vochy eſt un arbre dont le tronc s'élève à ſoixante on même quatre-vingt pieds, & qui a environ deux pieds & demi de diamètre. Son écorce eſt liſſe, d'un verd grisâtre. Son bois eſt dur & d'un verd jaunâtre. à ſon ſommet ſortent de groſſes branches qui ſe ſubdiviſent en pluſieurs rameaux quadrangulaires, qui, en ſe redreſſant, rendent la tête de cet arbre touffue, & d'une forme très agréable. Ces rameaux ſoutiennent des feuilles oppoſées deux à deux & en croix, garnies chacune de deux stipules a la naiſſance de leur pédicule ; elles ſont ovales, liſſes, d'un verd jaunâtre, longues de quatre pouces, & larges d'un pouce & demi & plus.
La plupart des rameaux ſont terminés par de longues grappes droites, garnies de fleurs d'un jaune-dore, & d'une odeur agréable.
Ces grappes ſont formées par l'aſſemblage de pluſieurs petits bouquets de fleur ; le pédoncule particulier de chaque fleur eſt dans le milieu de ſa longueur comme articule., & garni dans cet endroit de deux petites écailles.
Le Calice eſt d'une ſeule pièce, diviſé profondément en quatre portions arrondies, légèrement velues, bordées de poils, dont deux latérales écartées couvrent en partie les deux inférieures.
La corolle eſt a quatre pétales inégaux dont le ſupérieur eſt place dans l'eſpace qui ſe trouve entre les deux portions latérales du calice. Ce pétale eſt par ſa partie antérieure allongé, relevé, courbe en arrière, échancré à ſon ſommet, & ſes bords ſont inclines dans toute leur longueur en-dedans : la partie poſtérieure s'allonge en un tuyau courbé & fermé à ſon extrémité ; c'eſt par le bord de l'ouverture de ce tuyau qu'il eſt attaché. Les deux pétales latéraux ſont très petits, larges à leurs baſes, & ſe couvrent en grande partie l'un l'autre. L'inférieur eſt plus grand, plus large, & ſe couche ſur les deux latéraux qu'il cache preſque entièrement.
Les et amines ſont deux anthères longues, étroites, noirâtres, écartées l'une de l'autre, portées ſur un feuillet qui s'élève du fond du calice. Ce feuillet eſt grêle à ſa naiſſance ; vers ſa partie moyenne il s'élargit, devient concave ; il eſt terminé par une cavité qui a la forme d'un petit capuchon : c'eſt dans cette partie concave ou ſont appliquées les deux anthères.
Le pistil eſt un ovaire marqué de trois ſillons, ſurmonté d'un long style courbe, charnu, termine par un stigmate convexe d'un côte, écraſé & applati de l'autre. Avant l'épanouiſſement de la fleur, le ſtyle eſt courbé ſous le pétale ſupérieur dont il ſuit la direction, & eſt enveloppé vers ſa partie ſupérieure par la portion évaſée & concave du feuillet qui porte les anthères ; & ſon ſtigmate eſt caché dans la cavité du capuchon. Dans la fleur épanouie, le ſtyle s'écarte, ſe ſépare de ce feuillet, & ſe porte vers le pétale ſupérieur.
L'ovaire, que je n'ai pu examiner que dans la fleur, eſt a trois loges ; qui contiennent chacune un grand nombre de ſemences.
Cet arbre étoit en fleur dans le mois de Décembre.
Il eſt nommé VOCHY par les Galibis.
Je n'ai trouvé cet arbre que dans les grandes forêts déſertes de la Guiane, & particulièrement en remontant la rivière de Sinémari, après avoir paſſé le ſecond ſaut. »